# Shuntaro Furukawa
Shuntaro Furukawa (古川俊太郎?; Tokyo, 10 gennaio 1972) è un dirigente d'azienda giapponese.
Sesto presidente di Nintendo, ha assunto la carica il 28 giugno 2018, in seguito alle dimissioni di Tatsumi Kimishima.

## Biografia
Nato il 10 gennaio 1972 a Tokyo, è il figlio dall'animatore Taku Furukawa. Laureatosi nel 1994 presso l'Università di Waseda in scienze politiche ed economiche, nell'aprile dello stesso anno viene assunto da Nintendo. Furukawa ha lavorato per oltre dieci anni in Germania, parla fluentemente l'inglese e ha fatto parte del consiglio di amministrazione di The Pokémon Company.
Furukawa ha contribuito sia alla distribuzione del Wii sul mercato europeo che alla creazione del Nintendo Switch. In seguito alle dimissioni di Tatsumi Kimishima, annunciate nell'aprile 2018, il 28 giugno viene nominato sesto presidente di Nintendo.